# قلعه اوکاواچی
قلعه اوکاواچی (به ژاپنی: 大河内城) یک قلعه ژاپنی در ماتسوساکا، میه در استان میه در ژاپن بود. این قلعه در سال ۱۴۱۵ توسط کیتاباتاکه میتسوماسا در ولایت ایسه ساخته شده‌بود. در اوت ۱۵۶۹ پس از نبرد قلعه اوکاواچی و شکست خاندان کیتاباتاکه نوبوناگا این قلعه را به پسرش اودا نوبوکاتسو واگذار کرد و کیتاباتاکه تومونوری و پسرش کیتاباتاکه توموفوسا قلعه را ترک کردند.
در سال ۱۵۷۶ به علت اینکه اودا نوبوکاتسو  محل اقامت خود را به قلعه تامارو در جنوب ولایت ایسه منتقل کرد این قلعه متروک شد.